# Пещера (община)
Вижте пояснителната страница за други значения на Пещера.
Община Пещера се намира в Южна България и е една от съставните общини на област Пазарджик.

## География

### Географско положение, граници, големина
Общината е разположена в източната част на Област Пазарджик. С площта си от 158,418 km2 е най-малката сред 12-те общините на областта, което съставлява 3,54% от територията на областта. Границите ѝ са следните:
- на изток – община Брацигово;
- на юг – община Батак;
- на запад – община Ракитово;
- на северозапад и север – община Пазарджик.

### Природни ресурси

#### Релеф
Релефът на общината е средно планински, хълмист и равнинен, като територията ѝ изцяло попада в пределите на Западните Родопи.
От югозапад на североизток през общината протича Стара река (десен приток на Марица) с част от средното си течение. Районите северозападно от нейната долина се заемат от югоизточните части на рида Къркария. Неговата максимална височина в пределите на общината връх Костина могила (1440 m) се намира северозападно от летовището „Св. Константин“.
На югоизток от долината на Стара река в пределитена община Пещера попадат крайните северозападни разклонения на рида Равногор, който е крайния североизточен дял на Баташка планина. На територията на общината се издига до 1428 m н.в.
В североизточните части на община Брацигово се простират крайните западни разклонения на ниските Бесапарски ридове с височина до 525 m – връх Копана могила (източно от село Капитан Димитриево). Северно от град Пещера чрез седловина висока 499 m те се свързват с рида Къркария.
В района на село Капитан Димитриево, между двете разклонения на Бесапарските ридове се вклинява част от Горнотракийската низина и тук северозападно от селото се намира най-ниската точка на общината – 240 m н.в.

#### Води
Основна водна артерия на община Брацигово е Стара река (десен приток на Марица), която протича през нея от югозапад на североизток с част от средното си течение на протежение от около 15 km. Тя навлиза в общината Пещера от община Батак като тече в дълбока проломна долина между ридовете Къркария на северозапад и Равногор на югоизток. В района на град Пещера образува малко долинно разширение, след което отново навлиза в тесен пролом, този път между Бесапарските ридове на север и рида Равногор на юг. След като излезе от пролома напуска пределите на общината.
На територията на общината съществуват осем гравитачни извора с минимален дебит 20 l/s и максимален дебит 42 l/s, сондажни кладенци с дебит 30 l/s и един карстов извор с дебит 12 – 30 l/s. Водните ресурси в община Пещера са достатъчни за 100% водоснабдяване на населението, което е осъществено.

#### Климат
Климатът в общината е умерен, без резки температурни колебания. Средната надморска височина на град Пещера е 461 m. Средната годишна температура е 12,6 °С. Валежите са сравнително добри – от 670 до 680 l/m² годишно.

#### Почви
Преобладаващите типове почви в общината са канелено-горските и алувиално-ливадните, което благоприятства развитието на зеленчукопроизводството, овощарството, лозарството, тютюнопроизводството и животновъдството.
От общата територия на община Пещера около 40% са заети с гори, което се отразява благоприятно върху екологията и способства за развитието на дърводобива, дървопреработването и ловния туризъм.

## Население

### Етнически състав (2011)
Численост и дял на етническите групи според преброяването на населението през 2011 г.:
|                     | Численост | Дял (в %) |
| Общо                | 18 899    | 100,00    |
| Българи             | 12 340    | 65,29     |
| Турци               | 2797      | 14,80     |
| Цигани              | 749       | 3,96      |
| Други               | 205       | 1,08      |
| Не се самоопределят | 225       | 1,19      |
| Неотговорили        | 2 583     | 13,67     |

### Населени места
Общината има 3 населени места с общо население от 14 742 жители към 7 септември 2021 г.
| Населено място     | Население (2021 г.) | Площ на землището km2 | Забележка (старо име) | Населено място | Население (2021 г.) | Площ на землището km2 | Забележка (старо име)           |
| ------------------ | ------------------- | --------------------- | --------------------- | -------------- | ------------------- | --------------------- | ------------------------------- |
| Капитан Димитриево | 651                 | 22,990                | Аликочово             | Радилово       | 1203                | 45,183                |                                 |
| Пещера             | 12870               | 90,245                |                       | ОБЩО           | 14742               | 158,418               | няма населени места без землища |

## Административно-териториални промени
- през 1894 г. – заличено е с. Форцево без административен акт поради изселване;
- МЗ № 2820/обн. 14.08.1934 г. – преименува с. Аликочово на с. Капитан Димитриево.

## Транспорт
В източната част на общината, от изток на запад преминава последният участък от 3,3 km от трасето на жп линията Стамболийски – Кричим – Пещера.
През общината преминават частично 2 пътя от Републиканската пътна мрежа на България с обща дължина 22 km:
- участък от 18 km от Републикански път II-37 (от km 140,2 до km 158,2);
- началният участък от 4 km от Републикански път III-375 (от km 0 до km 4,0).

## Топографска карта
- Лист от карта K-35-61. Мащаб: 1 : 100 000.
- Лист от карта K-35-73. Мащаб: 1 : 100 000.